# 鮑伯·雷蒙
羅伯特·葛蘭維爾·雷蒙（英語：Robert Granville Lemon，1920年9月22日—2000年1月11日），為美國職棒大聯盟的投手和總教練。他在1976年入選美國棒球名人堂。
雷蒙17歲時便加入了印地安人體系，並在1941年登上大聯盟。1943年至1945年間，雷蒙因為參與服役而缺席了3年職棒生涯。
1948年世界大賽，雷蒙拿下2勝，幫助印地安人拿下世界大賽冠軍。1954年，他更是以23勝7敗締造了印地安人隊史紀錄。

## 早年
雷蒙高中時就有在打棒球，並擔任球隊的游擊手。他在17歲時就和印地安人簽約，並開啟了他的職業生涯。

## 大聯盟生涯

### 多守位的工具人
1941年9月9日，雷蒙登上大聯盟，不過他是以三壘手的身分出場。該年他出賽5場比賽，5個打數敲出1支安打。當時他和另一名新秀捕手Jim Hegan同時升上大聯盟。:p.109不過到了1942年，雷蒙整年一支安打都打不出來。1943年至1945年間，雷蒙和Hegan都去美軍服役而缺席了三個球季。他也在加入美軍前結婚。
1946年，雷蒙回到印地安人，並擔任中外野手。4月30日，陣中投手鮑伯·費勒投出無安打比賽。而費勒更是將他的無安打歸功於雷蒙優異的守備。不過到了球季末，雷蒙開始改練投手。當時雷蒙在服役期間就曾與老虎隊的Birdie Tebbetts和紅襪隊的約翰尼·佩斯基交手過，兩人也曾向當時印地安人的總教練盧·布德羅建議讓雷蒙改練投手。
為此，布德羅還曾向軍中同袍，同時也是洋基隊捕手的比爾·狄奇詢問。而狄奇也非常樂見雷蒙擔任投手一事，:p.86於是布德羅請投手教練梅爾·哈德教導雷蒙投球。:p.93:p.381946年，雷蒙雖然只拿下4勝5敗，不過防禦率只有2.49。隔年他出賽37場比賽，其中15場比賽擔任先發投手，整年拿下11勝5敗。而且他這年還有兩場比賽先發至少11局。

### 全職投手與世界大賽
1948年球季開打前，球隊主席Bill Veeck就給雷蒙加薪。他也成為球隊的二號先發。6月30日，他投出了無安打比賽。那年他投出美聯最多的10場完封勝，並拿下20勝14敗，成功獲選為美聯年度最佳投手。印地安人也以1場勝差打敗紅襪進入世界大賽。
印地安人讓鮑伯·費勒擔任第一戰先發，不過球隊以0比1落敗。而雷蒙在第二場比賽面對華倫·史潘以4比1奪勝。費勒雖然在世界大賽吞下2敗，不過雷蒙在系列賽拿下2勝，防禦率僅1.65。成功撐起印地安人投手輪值，也幫助球隊4勝2敗拿下世界大賽冠軍。
而雷蒙的打擊能力也不容小覷，1949年8月，他曾締造打擊率2成95，並敲出6轟共11支長打。1950年，雷蒙以單季23勝再次拿下美聯年度最佳投手殊榮。1951年，當時雷蒙已經成為聯盟的最高薪選手。該年他拿下17勝14敗，防禦率3.52。1952年，雷蒙拿下22勝11敗，防禦率2.50是生涯第二低。
1953年開幕戰，雷蒙面對白襪隊投出1安打完封勝。這年他投出21勝15敗，防禦率3.36。

### 二闖世界大賽
1954年，雷蒙以23勝7敗拿下美聯年度最佳投手，並順利帶領球隊闖進世界大賽。當年印地安人在例行賽只有154場比賽的賽程中拿下111勝，寫下了美聯紀錄。雷蒙在第一場比賽擔任先發，當時印地安人和巨人打完正規9局依舊維持2比2平手，然而雷蒙續投第10局時被Dusty Rhodes敲出再見3分砲輸球。在休息兩天後，總教練又讓雷蒙擔任第四場比賽的先發。不過由於休息天數過少，雷蒙無法以最佳狀態應戰，最後以4比7輸球。印地安人4連戰遭到橫掃出局，而雷蒙吞下2敗，防禦率高達6.75。
1955年4月，雷蒙拿下5勝0敗。那年他拿下美聯最多的18勝，其中更是連續5場比賽投出完投。1956年9月11日，雷蒙拿下生涯200勝。那年他拿下20勝14敗，也是他最後一個拿下單季20勝的球季。1957年8月13日，雷蒙因為手肘出現骨刺整季報銷。該年他僅拿下6勝11敗，是繼1946年後勝率最低的一年。
1958年，雷蒙成為印地安人陣中年紀最大的球員。那年他出賽2場比賽就被送到3A，後來他在5月25日回到大聯盟。該年他出賽9場比賽，吞下1敗。總計他生涯一共拿下207勝128敗，後來球隊在7月將他放進讓渡名單內。

### 退休
1959年，雷蒙來到印地安人的春訓基地，並告知總教練喬·高登他想從後援投手出發。不過他在3月5日因自認無法跟上年輕人的腳步而宣布退休。於是他轉任球隊的球探。
雷蒙生涯拿下207勝，另外還敲出274支安打，生涯擊出37轟為美聯投手史上第二高。:p.1981998年6月20日，球隊將雷蒙的21號球衣退休。這也使得當時身穿21號的總教練Mike Hargrove換成背號30號。而雷蒙也是印地安人隊史第6位獲得此殊榮的球員。
1976年1月22日，雷蒙成功入選名人堂。雷蒙在球員生涯有著一顆非常具宰制力的滑球，這也是為何他能入選名人堂的主要原因。:p.38:p.278

### 執教生涯

#### 執教成績
| 球隊         | 開始年 | 結束年 | 例行賽戰績 | 例行賽戰績 | 例行賽戰績 | 季後賽戰績 | 季後賽戰績 | 季後賽戰績 | 備註   |
| 球隊         | 開始年 | 結束年 | W          | L          | Win %      | W          | L          | Win %      | 備註   |
| ------------ | ------ | ------ | ---------- | ---------- | ---------- | ---------- | ---------- | ---------- | ------ |
| 堪薩斯市皇家 | 1970   | 1972   | 207        | 218        | .487       | —          | —          | —          | [ 44 ] |
| 芝加哥白襪   | 1977   | 1978   | 124        | 112        | .525       | —          | —          | —          | [ 44 ] |
| 紐約洋基     | 1978   | 1979   | 82         | 51         | .617       | 7          | 3          | .700       | [ 44 ] |
| 紐約洋基     | 1981   | 1982   | 17         | 22         | .436       | 8          | 6          | .571       | [ 44 ] |
| Total        | Total  | Total  | 430        | 403        | .516       | 15         | 9          | .625       | —      |

## 逝世
雷蒙在晚年深受中風所苦，他在2000年於加州長灘去世，享年79歲。他的前隊友鮑伯·費勒曾說到雷蒙是一名球速不算頂尖，但是控球能力非常好的一位投手。

## 外部連結
- 球員資訊和成績在MLB ，ESPN ，Retrosheet ，Baseball Reference ，Baseball Reference (Minors) ，Fangraphs ，The Baseball Cube （英文）
- Bob Lemon Oral History Interview (1 of 2) - National Baseball Hall of Fame Digital Collection （页面存档备份，存于）
- Bob Lemon Oral History Interview (2 of 2) - National Baseball Hall of Fame Digital Collection （页面存档备份，存于）
- 鮑伯·雷蒙在台灣棒球維基館上的頁面（繁體中文）